# Camille Abily
Camille Anne Françoise Abily (Rennes, 5 december 1984) is een voetbalspeelster uit Frankrijk.
Sinds het najaar van 2019 is ze actief als assistent-coach bij Olympique Lyonnais.

## Statistieken
| Seizoen | Club               | Land      | Competitie | Wedstrijden | Doelpunten |
| ------- | ------------------ | --------- | ---------- | ----------- | ---------- |
| 2008/09 | Olympique Lyonnais | Frankrijk | FD1        | --          | 9          |
| 2009    | Los Angeles Sol    | Frankrijk | WPS        | 18          | 7          |
| 2010/11 | PSG                | Frankrijk | FD1        | 13          | 12         |
| 2010    | Gold Pride         | USA       | WPS        | 18          | 1          |
| 2010/11 | Olympique Lyonnais | Frankrijk | FD1        | 19          | 12         |
| 2011/12 | Olympique Lyonnais | Frankrijk | FD1        | 22          | 15         |
| 2012/13 | Olympique Lyonnais | Frankrijk | FD1        | 21          | 20         |
| 2013/14 | Olympique Lyonnais | Frankrijk | FD1        | 19          | 13         |
| 2014/15 | Olympique Lyonnais | Frankrijk | FD1        | 19          | 13         |
| 2015/16 | Olympique Lyonnais | Frankrijk | FD1        | 19          | 9          |
| 2016/17 | Olympique Lyonnais | Frankrijk | FD1        | 19          | 10         |
| 2017/18 | Olympique Lyonnais | Frankrijk | FD1        | 21          | 9          |
| Totaal  | Totaal             | Totaal    | Totaal     | 208         | 130        |

Laatste update: sep 2021

## Interlands
Abily speelt sinds 26 september 2001 met het Frans vrouwenelftal.
Op de Olympische Zomerspelen van Londen in 2012 speelde Abily met het Frans vrouwenelftal op de Olympische Spelen. Les Bleus werden vierde.
Vier jaar later, op de Olympische Zomerspelen van Rio de Janeiro in 2016 werd Abily met het Frans nationaal elftal zesde op de Spelen.
Abily speelde ook tweemaal op de wereldkampioenschappen vrouwenvoetbal, in 2011 werd ze vierde, en in 2015 kwartfinalist in 2015. Ook won ze drie nationale titels op clubniveau, en zevenmaal de beker van Frankrijk.